# Championnats d'Asie de judo 2012
Navigation
Édition précédente Édition suivante
Les championnats d'Asie de judo 2012, vingt-troisième édition des championnats d'Asie de judo, ont eu lieu du 27 au 29 avril 2012 à Tachkent, en Ouzbékistan.